# Чендлер, Мишель
Мишель Луиза Чендлер (англ. Michelle Louise Chandler; в замужестве Клири (англ. Cleary); род. 16 июля 1974 года в Джелонге, штат Виктория, Австралия) — австралийская профессиональная баскетболистка, выступавшая в женской национальной баскетбольной ассоциации (ЖНБА) и женской национальной баскетбольной лиге (ЖНБЛ). Играла на позиции разыгрывающего защитника.
В составе национальной сборной Австралии она стала победительницей чемпионата мира среди девушек до 19 лет 1993 года в Сеуле, а также выиграла бронзовые медали Олимпийских игр 1996 года в Атланте.

## Ранние годы
Мишель Чендлер родилась 16 июля 1974 года в городе Джелонг (штат Виктория).